# Peregrine Osborne, III duca di Leeds
Peregrine Osborne, III duca di Leeds (11 novembre 1691 – 9 maggio 1731), fu un pari di Gran Bretagna.

## Biografia

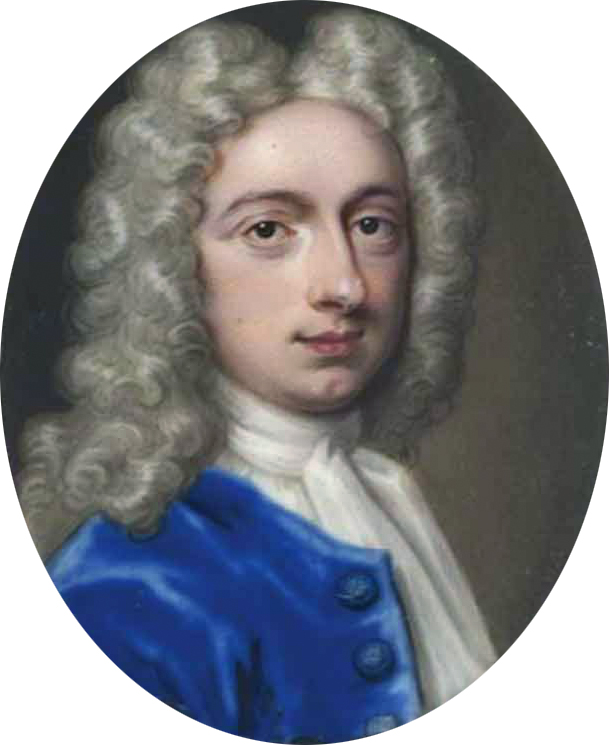
Peregrine Hyde Osborne in un ritratto di Christian Friedrich Zincke

Peregrine era il figlio secondogenito di Peregrine Osborne, II duca di Leeds, e di sua moglie, Bridget Hyde, unica figlia di Sir Thomas Hyde, II Baronetto.
Nel 1709, intraprese il suo Grand Tour in Europa insieme al fratello maggiore William, conte di Danby, il quale però morì di vaiolo a Utrecht nel 1711; egli a quel punto assunse divenne l'erede della fortuna di suo padre, che morì poi nel 1729.
Dal 1712 al 1713 fu Lord luogotenente del North Yorkshire.
Morì il 9 maggio 1731 e venne sepolto nella cappella della famiglia Osborne presso la All Hallows Church di Harthill.

## Matrimonio
Il 16 dicembre 1712 sposò Lady Elizabeth Harley (1686-1713), figlia più giovane di Robert Harley, primo conte di Oxford e conte di Mortimer. La coppia ebbe un figlio:
- Thomas (1713-1789).

Elizabeth morì poco dopo la nascita del figlio.
Il 17 settembre 1719, sposò Lady Anne Seymour, terza figlia del Charles Seymour, VI duca di Somerset. Anne morì di parto.
Il 9 aprile 1725, sposò Juliana Hele, figlia di Ruggero Hele presso St Anne's Church, Soho.